# المهاش
المهاش هي قرية سعودية تتبع منطقة حائل، تقع شمال مدينة الغزالة بمسافة 8 كم، تأسست عام 1270 هـ في وادٍ يتجه من الشرق إلى الغرب.

## التسمية
المَهاش، بفتح الميم والهاء بعدها ألف فشين معجمة، سبب تسمية المدينة نسبة إلى وادي المهاش التي تأسست عنده القرية، وحصلت معركة في هذا الوادي في القرن 13 هجري بين قبيلتين في ذلك الوادي وأيضا سميت بمعركة المهاش.